# Анищенко, Александр Григорьевич
Алекса́ндр Григо́рьевич Ани́щенко (17 декабря 1969, Сумы — 5 мая 2014, Славянск) — украинский спецназовец, полковник (посмертно) Службы безопасности Украины, заместитель начальника отдела Центра специальных операций «Альфа» Управления СБУ в Сумской области. Погиб во время военной операции на востоке Украины. Герой Украины (2015, посмертно).

## Биография
Александр Анищенко  родился 17 декабря 1969 года в Сумах. Учился в Сумской средней школе № 4. С 1987 по 1993 учился в Сумском государственном педагогическом институте на факультете физического воспитания. Во время учебы работал в родной школе учителем физической культуры. С 1990 по 1992 годы — работал в военизированной пожарной части № 7 города Сумы. Военную службу в Службе безопасности Украины проходил с 1993 года.
В 2006 году охранял новоизбранного мэра Сум Геннадия Минаева. С 2008 года занимал должность заместителя начальника отдела Центра специальных операций борьбы с терроризмом и защиты участников уголовного судопроизводства и работников правоохранительных органов Службы безопасности Украины в Управлении Службы безопасности Украины в Сумской области.
На момент гибели занимал должность заместителя начальника подразделения специального назначения «Альфа», однако стало известно, что документы о его назначении начальником сумской «Альфы» были почти готовы. По словам родных, Александр считался одним из лучших снайперов Украины.
Во время Евромайдана в Киеве в феврале 2014 среди силовиков, получивших приказ стрелять в митингующих, Анищенко отказался участвовать в специальной операции и написал рапорт, который фактически означал его увольнение из силовых структур. Впрочем, после побега Януковича в Россию, принято решение оставить Александра Анищенко и других бойцов-«саботажников» сумской «Альфы» на службе.
5 мая 2014 Александр Анищенко погиб под Славянском в бою с представителями непризнанной «ДНР». Около 14:00 в селе Семеновка во время проведения специального мероприятия моторизованная группа попала в засаду. В ходе боя, продолжительностью более часа, под огнем, имея многочисленные ранения, Анищенко продолжал вести огонь. Он пытался защитить раненых товарищей, прикрыв их от выстрела из гранатомета, в результате чего Александра разорвало на куски. Тогда же погибли офицер «Альфы» Руслан Лужевский.
7 мая 2014 офицера похоронили на Аллее почетных граждан центрального кладбища Сум. У Анищенко осталась жена, дочь и пожилые родители.
В марте 2017 Апелляционный суд Сумской области постановил, что Анищенко погиб при исполнении служебных обязанностей «вследствие вооруженной агрессии Российской Федерации против Украины».

## Награды
- Звание Герой Украины с вручением ордена «Золотая Звезда» (2 января 2015, посмертно) — «за исключительное мужество, героизм и самопожертвование, проявленные в защите государственного суверенитета и территориальной целостности Украины, верность военной присяге»[3];
- Орден Богдана Хмельницкого III степени (20 июня 2014, посмертно) — «за личное мужество и героизм, проявленные в защите государственного суверенитета и территориальной целостности Украины, верность военной присяге и несокрушимость духа»[4];
- Ведомственные награды Службы безопасности Украины — медали: «10 лет СБУ», «15 лет СБУ», «За отличие в службе» I, II, III степеней[5].